# Meta Malikowski
Meta Malikowski (* 17. September 1886 in Danzig; † 16. April 1978 in Ludwigslust) war eine deutsche Politikerin (Sozialdemokratische Partei der Freien Stadt Danzig).
Meta Malikowski war nach dem Besuch der Volksschule Verkäuferin und später 1906 bis 1938 nach ihrer Heirat Hausfrau. 1919 war sie Mitbegründerin und 1925–1931 Vorsitzende der Arbeiterwohlfahrt in Danzig. Sie war Mitbegründerin und 1924–1931 Vorstandsmitglied des Bundes der Körperbehinderten. Sie war Mitglied der SPD und dort Mitglied des Landesvorstands und der Zentral-Frauenkommission Danzig.
1927 wurde sie in den Volkstag, den Landtag der Freien Stadt Danzig gewählt, dem sie bis 1933 angehörte. In der Zeit des Nationalsozialismus war sie mehrfach in „Schutzhaft“ im KZ Stutthof.
Nach dem Zweiten Weltkrieg wurde sie aus Danzig vertrieben und flüchtete nach Ludwigslust. Dort war sie 1950 bis 1954 Bürgermeisterin und wurde am 31. August 1966 anlässlich ihres 80. Geburtstages zur Ehrenbürgerin der Stadt ernannt.